# Gazbia Sirry
Gazbia Sirry (11 octobre 1925, Le Caire - 10 novembre 2021 dans la même ville) est une artiste peintre égyptienne.

## Biographie
Gazbia Sirry est née le 11 octobre 1925 dans une famille d'origine aristocratique. Elle obtient en 1948 un diplôme en arts à l'université au Caire. Elle poursuivra sa formation au sein de l'atelier de Marcel Gromaire à Paris en 1951 puis à Rome en 1952 et enfin à Londres. En 1955, elle obtient un postdiplôme à la Slade School of Fine Art.
Elle fait partie avec Inji Efflatoun des femmes ayant joué un rôle important dans l'art moderne en Égypte et deviendra l'une des principales figures de la peinture du pays.
Ses peintures ont été exposées dans plus d'une centaine d'expositions au niveau international, dont le Musée d'art moderne égyptien.
Gazbia Sirry meurt le 10 novembre 2021.